# Hans Hermann Behr
Hans Hermann Behr (Köthen, 1818. augusztus 18. – San Francisco 1904. március 6.) német–amerikai botanikus és entomológus. Botanikai szakmunkákban nevének rövidítése: „Behr”.

## Életpályája
Berlini és Hallei egyetemekben tanult orvoslást. 1843-ban doktori címet szerzett, majd elutazott Ausztráliába, Ázsiába és a Dél-afrikai Köztársaságba. 1847-re már jelentős gyűjteményt halmozott fel rovarokból és növényekből. 1848-ban részt vett a forradalomban, majd Poroszországba menekült. Ezek után Ausztráliába ment, majd Amerikába vándorolt. 16 rovartani munkát tett közzé, elsősorban lepkékről.

## Fordítás
- Ez a szócikk részben vagy egészben  a   Hans Hermann Behr című angol Wikipédia-szócikk fordításán alapul.  Az eredeti cikk szerkesztőit annak laptörténete sorolja fel. Ez a jelzés csupán a megfogalmazás eredetét és a szerzői jogokat jelzi, nem szolgál a cikkben szereplő információk forrásmegjelöléseként.